# Cyclopes rufus
Cyclopes rufus is een zoogdier uit de familie van de dwergmiereneters (Cyclopedidae). De dieren komen voor in het zuidwesten van Brazilië. De wetenschappelijke naam van de soort werd in 2017 geïntroduceerd door Miranda et al., nadat uit genetisch en morfologisch onderzoek bleek dat het sterk verschilde van de tot dan toe erkende gewone dwergmiereneter (C. didactylus).

## Kenmerken
Informatie over de lichaamslengte en het gewicht zijn niet beschikbaar voor deze soort. Zoals bij alle dwergmiereneters is de staart langer dan de rest van het lichaam en fungeert het als een grijporgaan. De vacht op de rug is opvallend roodbruin, wat een karakteristiek kenmerk is van deze soort, maar ook van C. thomasi. De vacht op de buik, poten en staart zijn gelig van kleur. Rug- en buikstrepen zijn afwezig, hierdoor is het makkelijk te onderscheiden van andere Cyclopes-soorten, alleen Cyclopes ida mist ook deze strepen maar is grijs van kleur.

## Voorkomen
Cyclopes rufus komt alleen voor in Zuid-Amerika. Het verspreidingsgebied ligt in het zuidwesten van Brazilië, tussen de Rio Madeira en Rio Aripuanã. Waarschijnlijk is de verspreiding in het noorden begrensd door de Amazone-rivier en in het zuiden door de Rio Guaporé.

## Taxonomie
C. rufus werd voor het eerst wetenschappelijk beschreven in 2017 door Miranda et al. Tot die tijd werden deze populaties tot de gewone dwergmiereneter (C. didactylus) gerekend. Na intensieve moleculair genetische en morfologische studies naar de dwergmiereneters, werd C. rufus in 2017 als nieuwe soort beschreven. In dit onderzoek werden in totaal zeven soorten binnen het geslacht Cyclopes geïdentificeerd, terwijl er voorheen maar één werd erkend (C. didactylus).